# Școlile mănăstirești din Bulgaria
Școlile mănăstirești sau chiliile școli din Bulgaria (în bulgară Килийно училище, transliterat: Kiliino uciliște) au fost un fel de școli elementare în zonele bulgare, în perioada de 500 de ani de administrație otomană a provinciilor balcanice. Școlile mănăstirești au menținut vii limba bulgară și creștinismul în tot acest timp. Până la înființarea școlilor de stat în prima jumătate a secolului 19, au fost singurele școli pentru bulgari. Aceste școli au fost foarte importante pentru renașterea națională a Bulgariei. 
Bulgarilor nu li s-a refuzat școlarizarea, dar nu existau instituții ale statului care să formeze profesori și scriitori, așa că bulgarii au fost nevoiți să se mulțumească cu școlile mănăstirești elementare, rezultat al organizării proprii și al unui mijloc de autoeducare. 

## Nume
Traducerea românească („școli mănăstirești”) a termenului original bulgar („chiliino uciliște”) nu este foarte precisă. Cuvântul bulgar "chilia" (килия) înseamnă nu numai o chilie mănăstirească, ci și orice fel de cameră mică, salon sau sală de clasă. Cuvântul bulgar „uciliște” înseamnă școală.  
Pentru predarea în școala unei mănăstirii, se atribuiau chilii sau cămăruțe în clădirile de pe lângă biserică. De aici provine numele bulgar, care ar putea fi tradus și ca „școală în chilii” în loc de „școală mănăstirească”. 
Cu toate acestea, caracterul acestor școli mănăstirești s-a schimbat în timp. Existau și școli seculare de acest tip pentru care termenul de „școală pitică” ar fi mai potrivit. Pentru a sublinia particularitatea națională tipică în situația istorică, aceste școli ar putea fi numite și „școli pitice bulgarești”.   
În acest context, „școala mănăstirescă” trebuie înțeleasă ca o instituție de învățământ primitivă, care este adăpostită într-un spațiu restrâns care nu este potrivit pentru o școală. Este o școală unde se predă cu metode de predare învechite și, prin urmare, ar putea fi mai adecvat numită „școală primitivă”. 

## Distrugerea învățământului bulgar
Odată cu invazia otomanilor și căderea celui de-al Al Doilea Imperiu Bulgar în a doua jumătate a secolului 14, a avut loc și declinul vieții intelectuale a bulgarilor. Odată cu cucerirea capitalei Veliko Tarnovo (1393) și a Regatului Vidin (1396), cele două cele mai mari centre ale vieții intelectuale bulgare au fost distruse. O proporție semnificativă dintre bulgarii educați au fost uciși, alții au fost înrobiți și mutați cu forța în Asia Mică, în timp ce alții au emigrat în țările slave vecine. 
Toate școlile bulgare din țară au fost închise. Educația și literatura au dispărut în zonele bulgare cucerite. Schimbul cultural cu celelalte țări europene s-a oprit mult timp. Când, în secolul 15, mai trecuse groaza cuceririi otomane, viața a revenit treptat la normal, în unele mănăstiri bulgare având loc o tentativă de renaștere a vieții spirituale. 
Administrația otomană a fost impusă violent provinciilor balcanice otomane din fostul Imperiu bulgar, ceea ce a împiedicat dezvoltarea intelectuală a poporului bulgar. Clasa superioară era formată exclusiv din otomani. Pe lângă clasa superioară otomană, în cei 500 de ani de stăpânire otomană asupra bulgarilor, mulți turci simpli din inima Imperiului Otoman au imigrat în fostul Imperiu Bulgar. Copiii lor au fost învățați în școlile afiliate moscheelor. Aceste școli erau refuzate bulgarilor non musulmani. Cu toate acestea, unii dintre bulgari s-au convertit la islam (pomacii - bulgarii musulmani). Dacă și în ce măsură islamizarea unei părți a bulgarilor a avut loc sub o constrângere directă sau indirectă, câți și pentru ce motive s-au convertit la islam este irelevant în acest context și este controversat în istorie (Articol principal: Bulgaria Otomană). 
Limba bulgară a fost suprimată progresiv, chiar dacă nu a fost politica directă a Imperiului Otoman de a asimila popoarele cucerite.

## Caracteristici ale școlilor mănăstirești bulgare
Școlile mănăstirești bulgare au fost afiliate inițial unor biserici sau mănăstiri și metohe (acestea fiind filiale mai mici ale unor mănăstiri). 
Aceste școli au fost fondate în secolele 15 și 16. Nu transmiteau cunoștințe laice. În chilii se preda doar slavona (care este totuna cu bulgara veche, de pe vremea Țaratelor Bulgare) precum și caligrafia și cântările bisericești. Fiecare biserică avea propria sa școală mănăstirească. Preotul local era și dascăl. Aceste școli mănăstirești bulgare erau deschise tuturor copiilor. În secolele 17 și 18 au fost înființate „școli mănăstirești” private. Profesorul, care nu era neapărat un cleric, fiecărui copil în parte.
Predarea se făcea fie în limba greacă, fie în slavona bisericească, iar în unele locuri, în ambele limbi. Se învăța citirea, scrierea, unele cântări bisericești și aritmetică. În plus, copiii erau crescuți să-și iubească patria și aproapele. 
Ocazional, orele erau, de asemenea, legate de învățarea unei meserii specifice. Cărțile eclesiastice au fost folosite ca manuale - cărți de ore, evanghelii, carte de psalmi și altele. Desigur, copiii au fost inițiați și în tradițiile liturgice ale Bisericii Ortodoxe Grecești în timpul lecțiilor din școlile mănăstirești. 
Scopul principal al școlilor mănăstirești a fost formarea tinerilor pentru a deveni preoți. Mai ales copiii meșterilor și comercianților, o clasă care punea un accent deosebit pe educație, urmau aceste școli mănăstirești. Călugării educați, care altfel se ocupau de transcrierea cărților, acționau și ca profesori. Elevii erau instruiți pentru sarcinile lor ca călugări, însă copii din satele vecine urmau să devină preoți și învățători ai satului.

## Renașterea națională bulgară și „Noua educație bulgară”
În secolul 17 și prima jumătate a secolului 18, a fost creată o rețea extinsă de școli mănăstirești. Nu mai erau afiliate mănăstirilor și bisericilor, ci erau înființate și ca școli urbane. 
De obicei, un profesor are puțini copii de învățat - 10 până la 20 de elevi. Profesorul a fost plătit în cea mai mare parte de oraș sau are un altă muncă, cum ar fi cea de cleric.
Abia în secolul 18 și în primul sfert al secolului 19, circumstanțele externe și interne favorabile au dus la reînvierea vieții intelectuale a bulgarilor. 
Deja din secolul 18, ideile iluminismului au pătruns în provinciile balcanice ale Imperiului Otoman. Eforturile de reformă și modernizare din Imperiul Otoman au avut un efect pozitiv asupra mișcării pentru „noua educație bulgară”. 
Ea început cu reformele ambițioase ale sultanului Ahmed III (1703–1730), care sunt continuate de sultanul Abdülmecid I cu Hatt-ı Scherif von Gülhane (1839) și marchează începutul Tanzimatului. 
Odată cu Hatt-ı Sherif din Gülhane, tuturor subiecților Imperiului Otoman, indiferent de credința lor, li s-au garantat drepturi egale. Cu un alt decret al lui Abdülmecid I, Decretul Hatt-ı Hümayun, mișcarea pentru „Noua educație bulgară” a fost de fapt permisă și legalizată în 1856. 
În secolul 18, numărul școlilor mănăstirești a crescut vizibil. În 1762, când Païsie de la Hilandar - și-a încheiat istoria slavo-bulgară, existau 112 școli mănăstirești. În 1835 existau 235 de școli mănăstirești. Calitatea pregătirii s-a schimbat în a doua jumătate a secolului 18 și începutul secolului 19. Tot mai multe școli au fost deschise de laici sau de comunități. Elementul mirean a pătruns tot mai mult în clasele de elevi. 
Deosebit de populare în secolul 18 și începutul secolului 19 sunt școlile mănăstirilor Rila, Etropole, Chilendar, Sograf și Troyan, precum și școlile din Kotel, Teteven, Sopot și Samokov. În multe regiuni, școlile mănăstirești au fost singurele școli până la eliberare (1878).

## Școli grecești
În a doua jumătate a secolului 17 existau și școli grecești în unele orașe bulgare unde erau predate greaca și bulgara. În ele se arătau avantajele limbii și educației grecești și sădeau  disprețul pentru limba maternă bulgară. Chiar dacă acele școli grecești au fost implicate într-un proces de asimilare, acestea au jucat, de asemenea, un rol pozitiv pe măsură ce ridicau nivelul general de învățământ al poporului bulgar.  
Mulți tineri bulgari au trecut prin cunoscutele școli grecești din Kotel, Istanbul, Ohrid, Kastoria sau Ioannina. Școli seculare grecești au fost de asemenea deschise în unele orașe bulgare - Plovdiv, Samokov, Melnik, Veliko Tarnovo, Sliven. 

## Școlile bulgare cu puțin înainte de eliberarea de sub otomani
După un lung lanț de evenimente, războiul ruso-turc din 1877 - 1878 a fost ultimul și decisivul eveniment ce a pus capăt guvernării otomane. În deceniile anterioare, denumite a treia fază a renașterii naționale a Bulgariei, a existat o creștere a conștiinței naționale bulgare, care a fost alimentată și de unii activiști (revoluționari ai renașterii naționale), dintre care Vasil Levski este cel mai cunoscut. Acesta a condus Răscoala din aprilie, care a fost suprimată în sânge de către otomani. 
În același timp, puterea economică, politică și militară a Imperiului Otoman a scăzut. Sultanul din Istanbul a dat oficial Bisericii Ortodoxe Grecești sarcina de a se îngriji spiritual de teritoriile bulgare. Ca parte a conștiinței naționale bulgare nou trezite, bulgarii au luptat și pentru propria lor biserică ortodoxă bulgară. 

## Literatură
Hans-Joachim Härtel, Roland Schönfeld: Bulgarien: vom Mittelalter bis zur Gegenwart., aus der Reihe: Ost- und Südosteuropa. Geschichte der Länder und Völker, ISBN 3-7917-1540-2, Verlag Friedrich Pustet Regensburg, 1998 